# San Pellegrino (equip ciclista)
L'equip San Pellegrino va ser un equip ciclista italià, de ciclisme en ruta que va competir entre 1956 i 1963. Estava dirigit per l'exciclista Gino Bartali.

## Principals resultats
- Giro del Ticino: Alfredo Sabbadin (1957)
- Giro de Toscana: Alfredo Sabbadin (1957), Marino Fontana (1961)
- Tre Valli Varesine: Giuseppe Fezzardi (1962)
- Giro del Trentino: Enzo Moser (1962)
- Coppa Placci: Franco Cribiori (1962)
- Coppa Cicogna: Vincenzo Meco (1962)
- Coppa Bernocchi: Aldo Moser (1963)

### A les grans voltes
- Giro d'Itàlia
  - 7 participacions (1957, 1958, 1959, 1960, 1961, 1962, 1963)
  - 4 victòries d'etapa:
    - 1 el 1957: Alfredo Sabbadin
    - 1 el 1960: Romeo Venturelli
    - 1 el 1962: Vincenzo Meco
    - 1 el 1963: Giorgio Zancanaro

  - 0 classificació finals:
  - 0 classificacions secundàries:

- Tour de França
  - 0 participacions

- Volta a Espanya
  - 1 participació (1963)
  - 0 victòries d'etapa: